# Maria Brinckmann
Maria Carlotta Benedetta Brinckmann (* 27. Mai 1869 in Hamburg; † 15. Februar 1936 ebenda) war eine deutsche Weberin und Textilkünstlerin. Sie war die erste weibliche Lehrkraft an der Hamburger Staatlichen Kunstgewerbeschule, der heutigen Hochschule für bildende Künste Hamburg.

## Leben
Maria Brinckmann war die älteste Tochter des Direktors am Museum für Kunst und Gewerbe in Hamburg Justus Brinckmann aus dessen erster Ehe mit Ida Laura Anna Marie, geb. von Froschauer (1841–1872), einer Tochter des österreichischen Juristen und Landeshauptmanns von Vorarlberg Sebastian von Froschauer. Wolfgang Brinckmann war ihr jüngerer Bruder, Carlotta Brinckmann und Albert Brinckmann ihre Halbgeschwister aus der zweiten Ehe von Justus Brinckmann.
In den 1890er Jahren erlernte sie das Weben und ließ sich zur Webmeisterin ausbilden. Bei der Gründung der Schule für Kunstweberei im nordschleswigschen Scherrebek 1896 wurde sie Teil einer weiblichen Dreierspitze dieser genossenschaftlich organisierten Einrichtung. Brinckmann war die künstlerische Leiterin, Katrina Dons und Maria Luebke wurden als Weblehrerinnen engagiert. Brinckmann blieb aber nicht lange in Scherrebek. Die Werkstatt bestand danach noch bis 1903.
Maria Brinckmann zog nach Berlin, um hier ab 1898 für den Lette-Verein eine ähnliche Webschule für  Nordische Bildwirkerei aufzubauen. Doch auch diese Einrichtung war nicht von Dauer. Maria Brinckmann kam zurück nach Hamburg, wo sie unter anderem Reformkleidung entwarf. Als 1909 die Hamburger Kunstgewerbeschule eine Werkstätte für weibliche Handarbeiten einrichtete, wurde sie als erste weibliche Lehrkraft eingestellt. Allerdings war ihr zunächst lediglich ein Lehrauftrag für Kunststickerei und die technische Leitung der Werkstatt anvertraut; die künstlerische Leitung lag bis 1912 bei Franz Karl Delavilla, dann bei Paul Helms. Erst 1916 übernahm Brinckmann komplett die Leitung der Textilwerkstatt bis zu ihrem Ruhestand 1932. Zu ihren Schülerinnen zählten Sophie Taeuber-Arp, Alen Müller-Hellwig, Hildegard Osten und Therese Hallinger.
Neben der Textilkunst beschäftigte sich Maria Brinckmann auch mit anderen Formen der Gebrauchskunst. So kuratierte sie 1896 mit ihrem Vater eine der ersten Plakat-Ausstellungen im Museum für Kunst und Gewerbe.
Maria Brinckmann starb unverheiratet in Hamburg. Sie wurde im Familiengrab Brinckmann auf dem Friedhof Ohlsdorf (Planquadrat Z 11, an der Norderstraße) beigesetzt, wo ein Kissenstein an sie erinnert.

## Schriften
- In Wilhelm Spemann (Hrsg.): Spemanns goldenes Buch der Kunst: Eine Hauskunde für Jedermann. (= Spemanns Hauskunde), W. Spemann, Berlin & Stuttgart 1901, die Kapitel:
  - Handweberei (Nr. 752–766) (Digitalisat) und
  - Spitzenklöppelei (Nr. 767)
- Abraum aus Mitten der Jahre: Gedichte. Typographie von Johannes Schulz, Hamburg: Staatliche Kunstgewerbeschule 1921
- Charakteristik des Schönen für einige Textilien  In: Die Form 1 (1925/26), S. 341–342 (Digitalisat)